# الحافة (الحرف)

تعديل مصدري - تعديل

الحافة محلة تابعة لقرية الحرف، التابعة لعزلة عبيدة بمديرية يريم إحدى مديريات محافظة إب في الجمهورية اليمنية، بلغ تعداد سكانها 23 حسب تعداد اليمن لعام 2004.